# Al-Misztaja
Al-Misztaja (arab. المشتاية) – miejscowość w Syrii, w muhafazie Hims. W 2004 roku liczyła 1002 mieszkańców.